# Suzanne Noël
Suzanne Blanche Gros Noël (19. ledna 1878 Laon – 11. listopadu 1954 Paříž), známá také jako Madam Noël, byla průkopnicí plastické a rekonstrukční chirurgie. Byla zároveň první ženou, která toto povolání vykonávala. Specializovala se na úpravy obličeje, proslavila se úpravami, které nazývala „malá operace“ (korekce očních víček a lifting obličeje). Byla aktivní feministkou, založila evropskou odnož organizace Soroptimist (z latinských slov soror = sestra a optima = nejlepší; „nejlepší pro ženy“).

## Dětství a mládí
Narodila se 19. ledna 1878 v Laonu ve Francii do bohaté rodiny. Měla 4 sourozence (3 bratry a sestru), kteří zemřeli v dětském věku a Suzanne tak vyrůstala jako jedináček. Její otec zemřel na tuberkulózu, když měla Suzanne 6 let. V devatenácti se vdala za lékaře Henriho Pertata.
S podporou svého manžela složila maturitu a v roce 1905 začala studovat medicínu a v roce 1908 již vykonávala klinickou praxi v pařížských nemocnicích. V té době otěhotněla a narodila se jí dcera Jacqueline. V roce 1909 nastoupila do nemocnice sv. Ludvíka na oddělení dermatologa profesora Louise Brocqa, který předávál Suzanne své zkušenosti a pod jehož vedením Suzanne vedla svou první operaci. Zachránila obličej laborantovi, kterého potřísnila kyselina sírová. Zároveň se rozvíjel milostný vztah mezi ní a jejím kolegou, bývalým spolužákem André Noëlem (v knize Ruční práce je naznačeno, že otcem malé Jacqueline by mohl být právě on). V roce 1911 opustila svého manžela a odstěhovala se s dcerou do oblasti Montmartru. Pracovně však s bývalým manželem stále spolupracovala.
Profesor Brocq jí nabídnl vedení její disertační práce, ale Suzanne se chtěla věnovat plastické chirurgii, a proto na jeho doporučení nastoupila u profesora Morestina. V roce 1912 operovala francouzskou herečku Sarah Bernhardt, které navrátila „ztracené mládí“.
Po začátku první světové válce Suzanne společně s profesorem Morestinem operovali zraněné vojáky a od kosmetických zákroků se přesunuli k operacím nosů, čelistí, uší a rekonstrukcím obličejů. Suzanne ještě v té době neměla hotový svůj vlastní doktorát, ale za války bylo potřeba každého lékaře, takže směla operovat.
V nemocnicích však stále plastickou chirurgii odmítali, a tak si Suzanne po válce založila vlastní praxi v domě svého bývalého manžela Henryho, který za války narukoval a později se v Belgii přihlásil jako dobrovolník na pokusy s yperitem, na následky podlomeného zdraví na konci roku 1918 zemřel.
Suzanne se v této době specializovala na operace obličeje. Tzv. malá operace je technika, kterou vymyslela Suzanne. Malé neviditelné řezy podél vlasové linie, které umožňují natáhnout kůži a zároveň jsou jizvy skryté.
Během války do Paříže přesídlila i Suzannina matka, Marguerite a Suzanne musela živit sebe, ji i dceru. V říjnu 1919 se jejím manželem stal André Noël, kterému Suzanne věnovala výsledky svého výzkumu, aby mohl dokončit svá studia a ona se díky jeho vlastní praxi (věnoval se léčbě syfilis) mohla věnovat plastické chirurgii.
Manželé se přestěhovali poblíž Champs-Elysées a Suzanne se stala známou pro své úpravy obličejů žen a její klientela se rozšířila.
V roce 1922 zemřela její dcera (nadaná houslistka) na španělskou chřipku a její manžel upadl do depresí. V roce 1924 spáchal sebevraždu skokem do Seiny a Suzanne se díky své slávě ocitla pod drobnohledem bulvárních médií, a proto se stáhla do domu své matky v Laonu.
V dubnu dokončila závěrečnou práci, kterou podepsala svým dívčím jménem Suzanne Gros. Získala vlastní licenci a mohla se naplno věnovat plastické chirurgii.
Dvacátá a třicátá léta kladla na vzhled ženy velký důraz a doktorka Noël na přání žen (i jejich mužů) upravovala jejich těla. Finance na operace chudých žen získávala díky operacím bohatých žen. Lepší vzhled ženám umožnil získat vlastní práci a stát se nezávislými. Postupně se jejími klientkami staly ženy ze světa módy i evropské aristokracie.

## Feminismus
Na základě vlastních zkušeností se začala angažovat ve feministickém hnutí. Uspořádala demonstraci na podporu pracujících žen, které sice musely platit daně, ale neměly žádná práva.
V říjnu 1924 založila evropskou větev Soroptimist klubu. Cílem klubu bylo vytvořit síť žen z nejrůznějších oblatí společnosti a podpořit feministické hnutí. Ohlas byl velký a kromě Paříže začaly Soroptimist kluby vznikat i v dalších evropských městěch. V roce 1930 byla založena Evropská federace soroptimistů. Soroptimist kluby existují dodnes, např. i v Česku.

## Pozdější život
Suzanne v roce 1926 vydala knihu Kosmetická chirurgie, kde popsala své postupy a znalosti. Své zkušenosti sdílela i na mnoha cestách po světě, kde zároveň šířila myšlenky Soroptimismu. V Paříži ji mezitím zastoupila její asistentka Irene Duval. S postupujícím věkem se Suzanne zhoršil zrak, a tak v roce 1936 podstoupila operaci šedého zákalu, ale po uzdravení již nebyla ve stejné kondici jako dříve. Vzdala se své soukromé praxe a pracovala dále v Clinique des Bluets v Paříži.
Za druhé světové války se zaměřila na plastiky nosu zejména u Židů či členů odboje, kteří potřebovali změnit vzhled, když byli pronásledováni. Spolu s členy pařížského Soroptimist klubu pomáhala uprchlíkům.
Po válce nadále léčila přeživší. Odstraňovala jizvy, stopy po popáleninách a další následky, které zanechaly koncentrační tábory. Vymýšlela techniky, jak odstraňovat tetování, které měli přeživší koncentračních táborů.
Zemřela v roce 1954.

## Odkaz
Jako „doktorka neobvyklých schopností“ získala nejvyšší francouzské vyznamenání, Řád čestné legie.
Soroptimist klub jejím jménem rozděluje každoročně finanční pomoc ženám, které se rozhodnou studovat plastickou a rekonstrukční chirurgii.
Leïla Slimani napsala v roce 2020 a 2021 grafický román Ruční práce, který zobrazuje příběh Suzanne Noël (česky 2022)